# Monastero di Castagnevizza
Il monastero di Castagnevizza (in sloveno Samostan Kostanjevica) è un convento francescano di Nova Gorica a 200 m dal confine con l'Italia dal valico del Rafut.

## Storia
Fondato come santuario carmelitano dell'Annunciazione nel 1623 dal conte Mattia della Torre sulla collina del Rafut (143 m), il santuario venne ampliato nel secolo con la costruzione della cappella monastica per accogliere i pellegrini dal Friuli e dal Goriziano.
Nel 1785 i carmelitani lasciarono il monastero che era stato chiuso da Giuseppe II d'Asburgo, sovrano del possedimento austriaco della Contea di Gorizia e Gradisca quando soppresse tutti i conventi nel 1781.
Nel 1811 venne riaperto dai frati francescani acquistando anche la libreria con 10.000 libri.
Durante la prima guerra mondiale la chiesa venne gravemente distrutta nelle battaglie dell'Isonzo. Nel 1918 la chiesa, parte del comune di Gorizia, entrò a far parte del Regno d'Italia.
Nel 1947 passò dall'Italia alla Jugoslavia e con il cambiamento di confine passò dall'arcidiocesi di Gorizia e Gradisca alla diocesi di Capodistria.
Tuttora la biblioteca del monastero è dedicata al linguista sloveno Stanislav Škrabec che visse nel monastero più di 40 anni, nella biblioteca del monastero si conservano testi dal XVI secolo al XIX secolo tra cui la prima grammatica slovena di Adam Bohorič con dedica dell'autore.
Nel 1985 la biblioteca è stata dichiarata monumento artistico e architettonico della Jugoslavia ed è entrato a far parte del patrimonio culturale protetto della Slovenia nel 1992.
Nel maggio del 2004 è stato aperto un roseto nel lato meridionale del monastero, sopra la cripta. Il 28 gennaio 2018 si è tenuta una cerimonia di gemellaggio spirituale con la chiesa Regina Pacis del sacrario di Redipuglia.

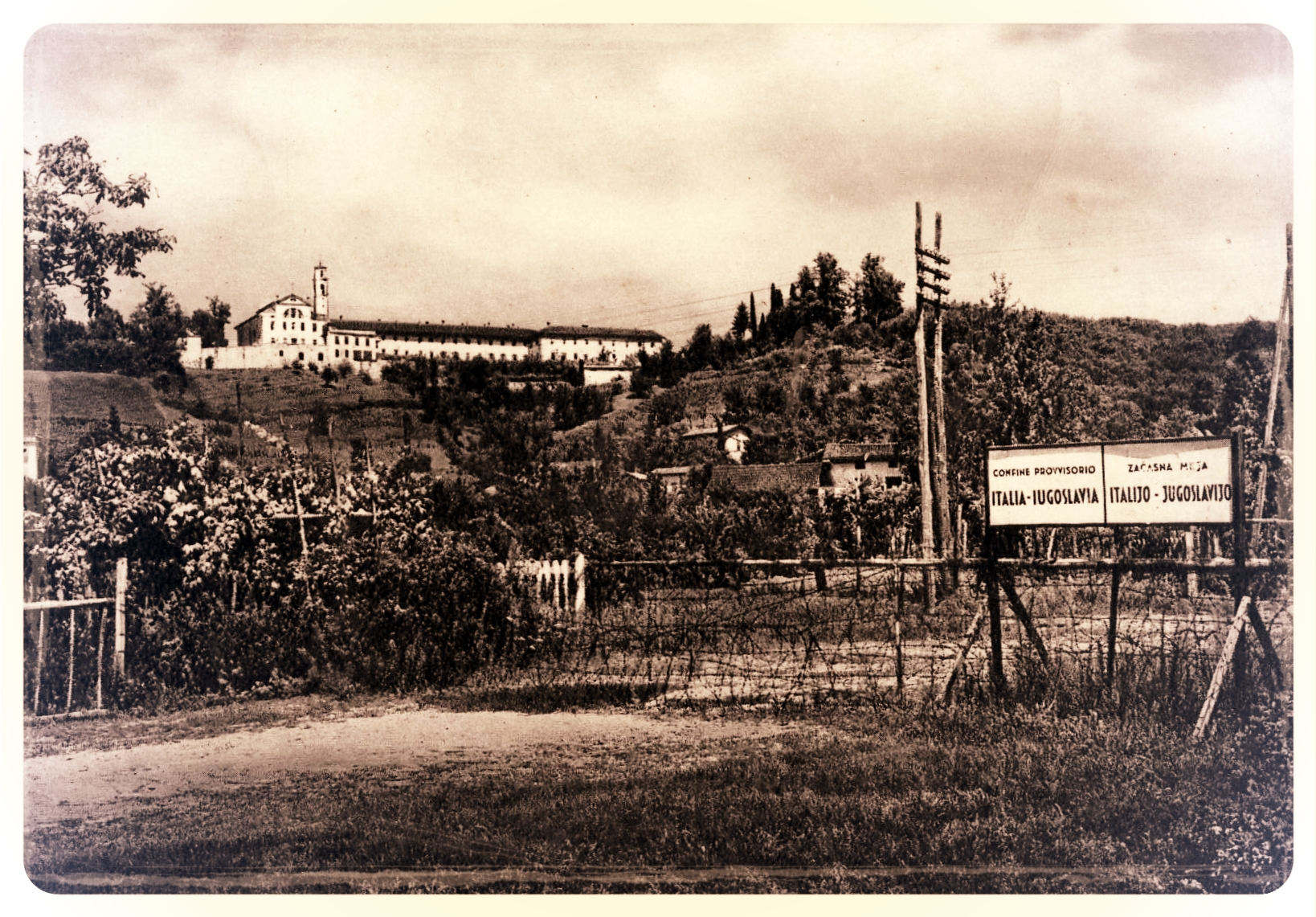
Il monastero di Castagnevizza dopo il 1947 con la linea di confine provvisoria tra Italia e Jugoslavia.

## La cripta
La cripta del monastero ha le sepolture di sei esponenti della casa di Borbone di Francia che andarono in esilio a Gorizia dopo la Rivoluzione di luglio del 1830 quando vennero esiliati i Borbone dalla Francia. I reali della casa di Borbone sepolti sono:
- Carlo X di Francia (1757-1836), re di Francia
- Enrico di Borbone-Francia (1820-1883), delfino di Francia, noto anche come Enrico V o Conte di Chambord
- Luigi Antonio di Borbone-Francia (1775-1844), delfino di Francia
- Luisa Maria di Borbone-Francia (1819-1864), reggente del Ducato di Parma e Piacenza
- Maria Teresa d'Asburgo-Este (1817-1886)
- Maria Teresa di Francia (1778-1851), delfina di Francia

Vi è sepolto anche Pierre Louis Jean Casimir de Blacas (1771-1839), gentiluomo di corte di Carlo X.

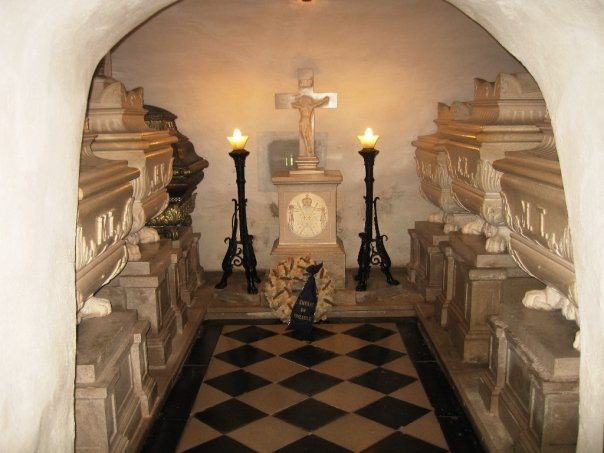
La cripta della tomba di Carlo X di Francia e degli altri membri della casa di Borbone di Francia.